# Río Simav
El río Simav (en turco: Simav Çayı, Susurluk Çayı, Çapraz Çayı) es un río costero de Turquía que discurre por la Anatolia y desemboca en el mar de Mármara. Recibe su nombre por la principal ciudad que atraviesa, Simav. Tiene una longitud de 321 km y drena una cuenca de 22.400 km²
En la Antigüedad se le conocía como río Macestos (en griego, Μέκεστος; y, en latín, Macestos).

## Geografía
El río Simav tiene su fuente al pie del monte Şaphane, en la provincia de Kütahya. Discurre primero en dirección oeste, a través de la llanura hónomina de Simav, y después penetra en la provincia de Balıkesir. Forma el lago de la presa de Çaygören y luego pasa por Susurluk, lo que le vale el nombre de «afluente de Susurluk» (Susurluk Çayı). Atraviesa la llanura de Susurluk hasta la ciudad de Karacabey, pasada la cual se reencuentra con el río Nilüfer Çayı. 
Su desembocadura está frente a la isla de Imrali (en turco: İmralı Adası; en griego: Bésbikos, Βέσβικος) que sirve actualmente de prisión de alta seguridad.

## Historia
Estrabón dice que el Macesto era afluente del Ríndaco (Nilüfer Çayı), aunque la descripción hidrográfica actual invierte los papeles, siendo el curso principal el Simav Çayı.